# Scala (Antwerpen)

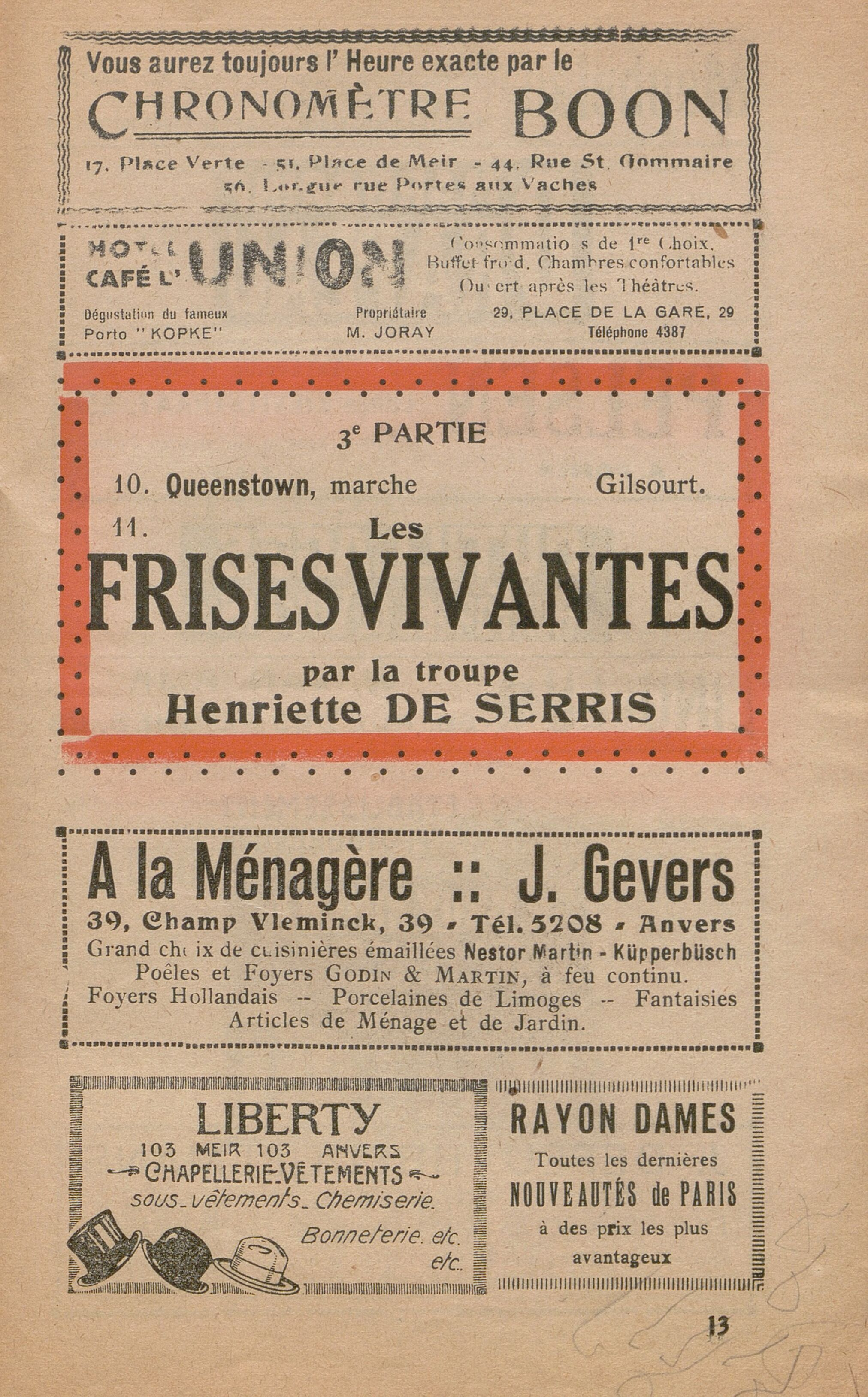
Seite aus einem Programmheft der Scala

Die Scala in Antwerpen war um 1900 ein Operetten-, Revue- und Varietétheater, teilweise auch als ein Café-concert bezeichnet. Später wurde aus dem Theater ein Kino. Inzwischen existiert beides nicht mehr.

## Geschichte
Am Sonntag, dem 21. Dezember 1884 wurde die Scala in der Anneessensstraat 28 (nach einer späteren Umnummerierung 22) mit einem großen, spektakulären Konzert eröffnet. Sie war als Operetten-, Revue- und Varietétheater konzeptionell inspiriert vom Eden-Theater in Brüssel. Das Interieur war im maurischen Stil eingerichtet.
Die 1885 in Antwerpen stattfindende Weltausstellung trug zur Popularität der Unterhaltungsstätte bei. In der Presse erfuhr die Scala höhere Wertschätzung als die elitären Theater. Auch Sehenswürdigkeiten wie das Wachsfigurenkabinett Castan´s Panopticum wurden in der Scala ausgestellt. Im Juni 1885 präsentierte die Scala ein Spektakel, bei dem alle Länder, die an der Weltausstellung teilnahmen, durch Ballerinas verkörpert wurden: Die Reise um die Erde in 80 Tagen. In fünfzehn Szenen wurden ein lebender Elefant, ein Indianermarkt mit 300 Statisten, ein echter Dampfer und eine Lokomotive auf die Bühne gebracht. Ebenso wie die Weltausstellung wurde die Scala genutzt, um der Öffentlichkeit eine Reihe neuer Erfindungen vorzustellen, wie z. B. das Mikrofon. Auch die spätere Weltausstellung 1894 in Antwerpen unterstützte die Popularität der Scala. In „kaleidoskopischem Licht“ tanzte dort die damals bekannte Tänzerin, Sängerin und Schauspielerin Valentine Petit.
Die Scala war „mehr als nur ein Tanzsaal“. Das Programmangebot bestand aus varietétypischer Artistik, Revuen, Gesangs-, Operetten- und Orchesterdarbietungen, teilweise auch Wrestling- und Boxveranstaltungen.

Vermittler vieler Varietékünstler war u. a. der damals international renommierte Impresario Francis Arthur Pichler.

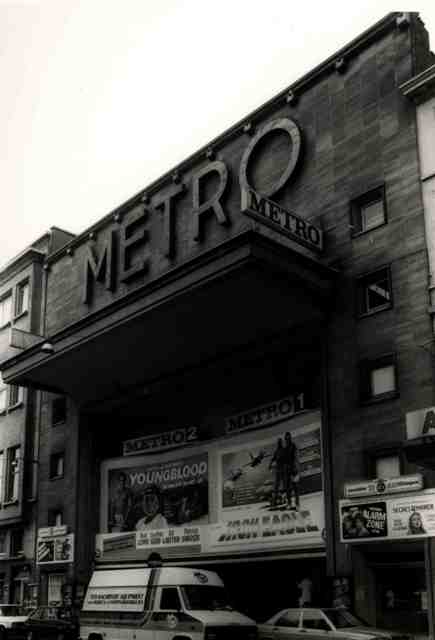
Kino Metro, die ehemalige Scala, 1976

Ab 1904 gab es im Programm auch Filmvorstellungen.
In der Nacht vom 24. auf den 25. Januar 1906 zerstörte ein Brand die Scala. Der Theaterdirektor, M. Philippart, seine Frau und seine achtjährige Tochter konnten dabei gerettet werden. Die Eigentümerin, die Brüsseler Gesellschaft Société Anonyme Le Pôle Nord, erhielt wenig später die Genehmigung, ihr Haus zum „Theater mit Kinematographen“ umzubauen. So erfolgte Anfang September 1906 die Wiedereröffnung.
Am 4. August 1914 stellte die Scala, wie alle anderen Antwerpener Theater, aufgrund des Einmarsches der deutschen Wehrmacht ihren Betrieb bis zum Oktober 1915 ein. Zu den damals bekannten Darstellern während der Kriegsjahre gehörten Louise Lausanne, Toontje Janssens, Piet Van den Eynde, Van Ijzendijck, Maia Abs, Gust Kint, Frans Aerts und Possemiers.
1935 wurde die Scala nach einem Entwurf des Architekten Leopold van den Broeck in ein Kino umgewandelt. Nach der Zerstörung durch eine V-Bombe (1944) erfolgte 1946 mit Metro-Goldwyn-Mayer der Wiederaufbau und 1947 schließlich die Eröffnung als Kino Metro.
Der endgültige Abriss des Gebäudes erfolgte 1995.

## Trivia
- Zu den Besuchern der Scala gehörte auch Vincent van Gogh – auf der Suche nach Menschen, die er skizzierte und später als Vorlage für detailliertere Kompositionen nutzte. In einem Brief vom 6. Dezember 1885 an seinen Bruder Theo heißt es: „Gestern war ich im Café-concert Scala, das ein bisschen dem Folies Bergéres ähnelt; ich fand es sehr langweilig und natürlich abgedroschen – aber das Publikum amüsierte mich. Es gab prächtige Frauenköpfe, wirklich außerordentlich schön, unter den braven bürgerlichen Leuten auf den hinteren Plätzen […].“[2][15]
- Nāser ad-Din Schāh besuchte am 25. Juni 1889 im Rahmen einer Europareise die Antwerpener Scala.[16]
- Im November 1909 kam es in der Scala während einer Vorstellung zum Eifersuchtsmord: Die Buffetwirtin wurde von einer Theaterbesucherin erschossen.[17][18]
- Eines der bekanntesten Werke des belgischen Malers Jacques Doré ist das Plakat Théatre de la Scala: Anvers! Tout le monde descend aus dem Jahr 1912. Jacques Doré - Théatre de la Scala: Anvers! Tout le monde descend

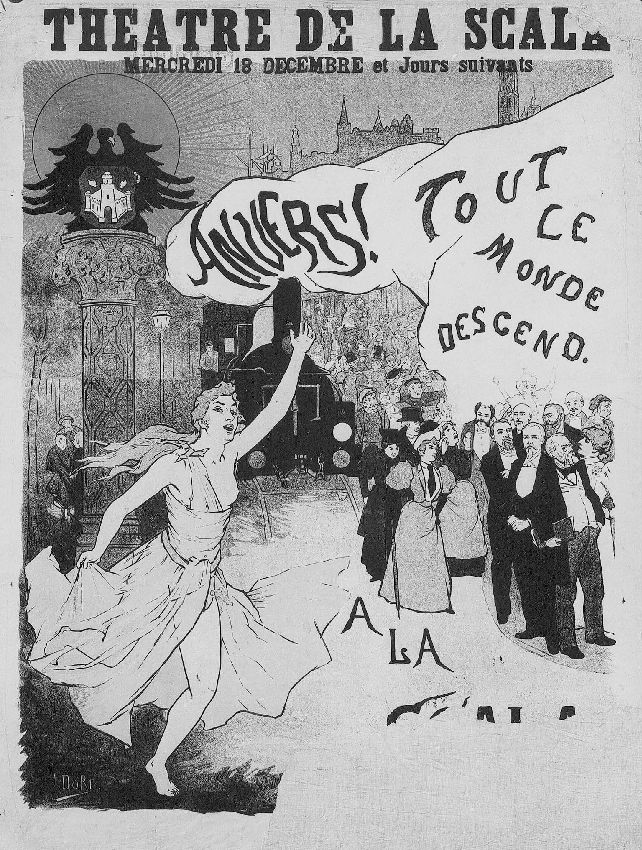
Jacques Doré - Théatre de la Scala: Anvers! Tout le monde descend